# Hibiscus yunnanensis
Hibiscus yunnanensis är en malvaväxtart som beskrevs av Shiu Ying Hu. Hibiscus yunnanensis ingår i Hibiskussläktet som ingår i familjen malvaväxter. Inga underarter finns listade i Catalogue of Life.